# Stor-Tosktjärnen
Stor-Tosktjärnen är en sjö i Sollefteå kommun i Ångermanland och ingår i Ångermanälvens huvudavrinningsområde.